# Saint-Forgeux
Saint-Forgeux is een gemeente in het Franse departement Rhône (regio Auvergne-Rhône-Alpes). De plaats maakt deel uit van het arrondissement Villefranche-sur-Saône. Saint-Forgeux telde op 1 januari 2022 1.538 inwoners.

## Geografie
De oppervlakte van Saint-Forgeux bedroeg op 1 januari 2022 22,27 vierkante kilometer; de bevolkingsdichtheid was toen 69,1 inwoners per km².

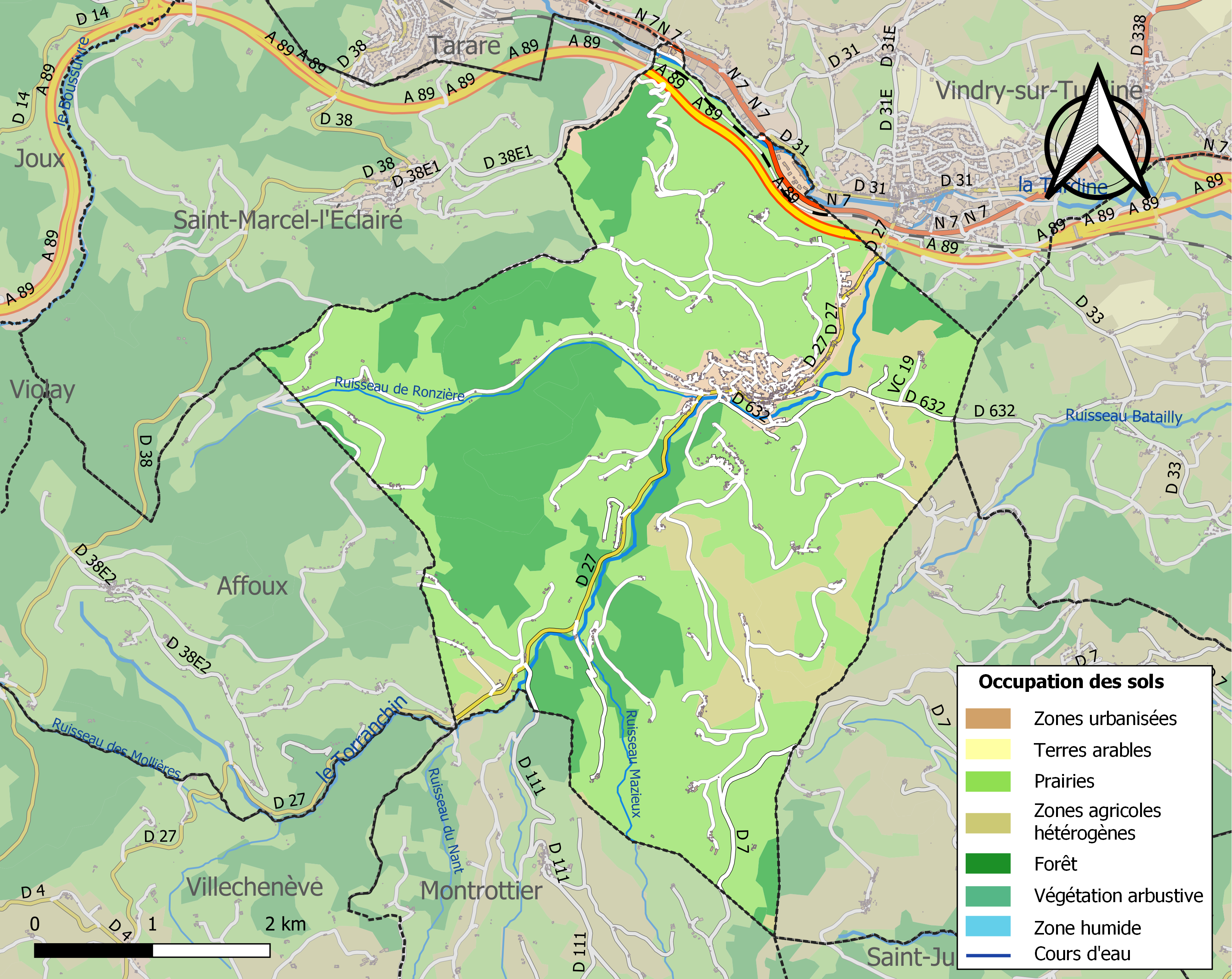
Kaart van de gemeente met de belangrijkste infrastructuur, bodemgebruik en omliggende gemeenten

## Demografie
Onderstaande figuur toont het verloop van het inwonertal (bron: INSEE-tellingen).